# Mendoza varrat
A mendoza varrat egy álvarrat, mely a koponya nyakszirtpikkely (squama occipitalis) felső és alsó részét köti össze, mely felnőttkorban már csak ritkán marad meg. (kép nem áll rendelkezésre)